# Gagu, Ilfov
Gagu este un sat în comuna Dascălu din județul Ilfov, Muntenia, România. Satul a fost înființat în 1839, de paharnicul Stanciu Predescu. La sfârșitul secolului al XIX-lea, avea 183 de locuitori și făcea parte din comuna Creața-Leșile. În 1925, el era deja trecut la comuna Dascălu-Creața, devenită ulterior Dascălu.

## Monumente
Biserica de lemn din sat, situată lângă cea actuală de zid este monument istoric.